# Georg von Blankensee
Georg von Blankensee (* 4. November 1792 auf Schloss Filehne; † 14. Juli 1867 in Teschenau) war ein deutscher Schriftsteller und Musiker.

## Leben
Georg Friedrich Alexander Graf von Blankensee stammte aus der neumärkischen uradligen Familie Blankensee. Er war der zweite Sohn des preußischen Kammerherrn und Domdechanten des Hochstiftes Cammin Alexander Sigismund Friedrich Richard Georg von Blankensee (1747–1817) und dessen Ehefrau Freiin Auguste Dorothea von Hagen (1757–1819).
Er besuchte die Hartungsche Schule in Berlin und studierte in Halle und Göttingen Rechtswissenschaft. Von 1813 bis 1815 nahm er an den Befreiungskriegen als preußischer Volontäroffizier teil. 1815 war er bei der preußischen Regierung in Posen angestellt und ein Jahr später Gesandtschaftssekretär in Turin. Zusammen mit Wilhelm Hensel, Friedrich von Kalckreuth, Wilhelm Müller und Wilhelm von Studnitz gab er die Gedichtsammlung „Bundesblüthen“ heraus. 1816 entstand auch das gemeinsam mit Helmina von Chézy verfasste Liederspiel „Mayglöckchen“ (gedruckt 1817 in Neue Auserlesene Schriften der Enkelin der Karschin). Auch zu Chézys Sammlung „Aurikeln“ (Berlin 1818) steuerte er zwei Gedichte bei. Nach dem Tod seiner Mutter übernahm Blankensee 1819 Gut und Schloss Wugarten (heute Ogardy). Danach lebte er wechselnd in Berlin bzw. auf seinen Gütern. Anfang 1820 hielt er sich in Dresden auf, dort kam es zu ersten Kontakten mit Carl Maria von Weber. Weber vertonte einige Texte von Blankensee. Im Dezember 1824 kam es bei einem Besuch in Weimar zu einem Treffen mit Goethe. 1825 war er als Kavalier bei der außerordentlichen preußischen Gesandtschaft in Paris. Blankensee wurde preußischer Kammerherr und Johanniter-Ordensritter.
1830 heiratete er Ludovica Franziska von Wessenberg-Ampringen. Die 1834 geborene Tochter Marie Auguste Ludovica Franziska Wilhelmine heiratete 1857 Friedrich Paul Guido Clothar Graf von Fircks (1824–1896). Nachdem die erste Ehe geschieden wurde, heiratete er 1837 Amalie Prinzessin von Schoenaich-Carolath (1798–1864). Durch diese Eheschließung kam Blankensee in den Besitz einer wertvollen Gemäldesammlung (mit Werken der italienische Hochrenaissance sowie von Giovanni Battista Cima, Giovanni und Gentile Bellini, Sandro Botticelli und Giotto). Er war daher nach dem Tod von Carl von Brühl als Kandidat für die Direktion der Berliner Museen im Gespräch (nach Fürsprache von Alexander von Humboldt wurde jedoch Ignaz von Olfers berufen).
Blankensee komponierte Lieder mit Klavier- oder Gitarrenbegleitung und veröffentlichte diese 1827 (bei Trautwein in Berlin), 1833 (bei Meser in Dresden) und 1835 (bei Zesch in Berlin). Außerdem komponierte er zwei Klavier-Walzer unter dem Titel „Gruß an die Freunde und Freundinnen“ (Berlin 1828), Variationen für Violine und Klavier (op. 18–20, Berlin 1858) sowie weitere Tänze und acht Konzerte für Violine und Klavier bzw. Orchester (unveröffentlicht).
Graf von Blankensee starb auf einer Badereise.
Der Maler Wilhelm Hensel hatte Graf Blankensee 1820, 1822, 1826 und 1857 porträtiert.

## Werke
- De Iudicio Iuratorum apud Graecos et Romanos. Göttingen 1812 (Diss.)
- Bundesblüthen. Berlin 1816 (Digitalisat)
- Carlo. Trauerspiel 1820
- Gedichte eines Nordländers. Berlin 1824
- Der Wanderer. Gedicht in zwei Gesängen. Breslau 1830
- Der Verschollene. Nachlaß aus Italien in zwei Gesängen. Berlin 1833
- Nachlaß eines Geschiedenen. Berlin 1835
- Schwur-Gerichte. Eine historisch-politische Abhandlung über den Ursprung derselben aus der ältesten Vorzeit. Berlin 1848 (Digitalisat)
- Lieder eines Sehers. Berlin 1849
- Preußische Todtenkränze. Berlin 1852 (Digitalisat)
- Des Kaisers von Russland Nicolaus I. Majestät Hingang. Berlin 1855
- Seiner Majestät Dem Könige Friedrich Wilhelm dem Vierten Nachruf. Berlin 1861
- Gedichte von Georg Grafen von Blankensee. Folge der Gedichte eines Nordländers. Berlin 1864
- Moritz von Sachsen. Dramatisches Gedicht in drei Abtheilungen. Berlin 1865